# Osteochilus longidorsalis
Osteochilus longidorsalis (danh pháp hai phần: Osteochilus longidorsalis) là một loài cá thuộc chi Cá mè phương nam trong họ Cá chép. Loài cá này sinh sống ở Kerala, Ấn Độ.

## Hình ảnh

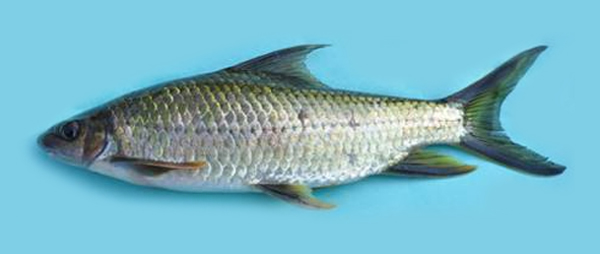